# بهاء الدين الجندي
بهاء الدين الجَنَدي (توفي 732 هـ / 1332 م) مؤرخ يماني.
هو محمد بن يوسف بن يعقوب، أبو عبد الله، بهاء الدين الجَنَدي. من أهل الجند. ولي الحسبة بعدن.

## آثاره
اشتهر بكتابه «السلوك في طبقات العلماء والملوك» ويعرف بـ «طبقات الجندي». قال جرجي زيدان: «جمع فيه غالب علماء اليمن وأضاف إليه طرفا من أخبار الملوك إلى سنة 577».